# 花様年華〜君といた季節〜
『花様年華〜君といた季節〜』（かようねんか きみといたきせつ、原題：화양연화 - 삶이 꽃이 되는 순간）は、2020年4月25日から6月14日までtvNで放送された韓国の連続テレビドラマ。チョン・ヒヨンが脚本を書き、ソン・ジョンヒョンが演出した恋愛劇で、大学生時代に付き合っていて40歳代になって再会した主人公2人をイ・ボヨンとユ・ジテが演じ、その大学生時代をチョン・ソニとGOT7のジニョンが演じた。題名の「花様年華」は「人生の中で最も美しく輝く時」を意味する韓国語화양연화（ファヤンヨンファ、ファヤンヨヌァ）の漢字表記。
Netflixの配信では原題を直訳した『花様年華 －人生が花になる瞬間－』を邦題としている。

## 登場人物
ハン・ジェヒョン
演 - ユ・ジテ。大学時代：ジニョン（GOT7）
40歳代の事業家。大学生時代学生運動をしていたが財閥家の娘と結婚した。
ユン・ジス
演 - イ・ボヨン。大学時代：チョン・ソニ
一児の母。アルバイトで生計を立てている。大学生のときジェヒョンと交際していた。

## 視聴率
| 2020年     | 2020年     | 2020年           | 2020年           |
| 回送       | 放送日     | AGB視聴率        | AGB視聴率        |
| 回送       | 放送日     | 大韓民国（全国） | ソウル（首都圏） |
| ---------- | ---------- | ---------------- | ---------------- |
| 第1回      | 4月25日    | 5.431％          | 6.297％          |
| 第2回      | 4月26日    | 4.400％          | 5.670％          |
| 第3回      | 5月2日     | 5.420％          | 6.235％          |
| 第4回      | 5月3日     | 4.209％          | 4.862％          |
| 第5回      | 5月9日     | 4.209％          | 5.233％          |
| 第6回      | 5月10日    | 3.891％          | 4.612％          |
| 第7回      | 5月16日    | 3.896％          | 4.782％          |
| 第8回      | 5月17日    | 4.104％          | 5.180％          |
| 第9回      | 5月23日    | 3.772％          | 4.446％          |
| 第10回     | 5月24日    | 3.739％          | 4.329％          |
| 第11回     | 5月30日    | 4.301％          | 4.885％          |
| 第12回     | 5月31日    | 3.878％          | 4.320％          |
| 第13回     | 6月6日     | 4.128％          | 4.990％          |
| 第14回     | 6月7日     | 3.655％          | 4.379％          |
| 第15回     | 6月13日    | 4.842％          | 5.429％          |
| 第16回     | 6月14日    | 4.514％          | 5.200％          |
| 平均視聴率 | 平均視聴率 | 4.274％          | 5.053％          |

## 日本での放送
2020年9月21日よりCSチャンネルMnetにて日本で初めて放送された。2021年6月14日から7月5日まで『花様年華～君といた季節～』という邦題でLaLa TVにて放送された。
放送チャンネルによって、話数がオリジナルの話数と異なる事がある。放送形式は、朝鮮語放送（日本語字幕付き）。
- Mnet：2020年9月21日[9] - 2020年11月10日 [10] （毎週月・火 22時00分 - 23時15分）
- LaLa TV：2021年6月14日[11] - 2021年7月5日（毎週月〜金 22時30分 - 24時00分）
  - 同上：2021年8月13日[12] - 2021年9月3日（毎週月〜金 16時00分 - 17時30分）※再放送
  - 同上：2021年10月30日[13] - 2021年11月20日（毎週土 12時15分 - 15時15分、15時30分 - 18時30分）※再々放送、4話連続放送
- BSフジ：2021年8月16日 - 2021年9月14日（毎週月〜金 10時00分 - 10時57分）※22話版で放送
  - 同上：2022年5月30日 - 2022年6月28日（毎週月～金 9時00分 - 10時00分）22話版で再放送
- TOKYO MX1：2022年3月16日 - 2022年6月7日（毎週火・水 13時00分 - 13時55分）※22話版で放送。2022年4月5日より13時05分から14時00分迄放送
- アジアドラマチックTV：2022年8月9日 - 2022年8月30日（毎週月～金 11時30分 - 12時47分）
  - 同上：2022年8月12日（11日深夜） - 2022年9月2日（1日深夜）（毎週火～土 0時00分 - 1時16分（毎週月〜金 24時00分 - 25時16分））※再放送
  - 同上：2022年10月26日 - （毎週月～金 15時30分 - 16時47分）※再放送
- BS松竹東急：2023年1月10日 - 2023年2月8日（毎週月〜金 16時30分 - 17時30分）※22話版で放送
  - 同上：2023年1月11日（10日深夜） - 2023年2月9日（8日深夜）（毎週火 - 土 1時00分 - 2時00分）※22話版で再放送
- フジテレビTWO：2023年4月22日 - 2023年4月29日（毎週土・日 11時00分 - 16時00分）※5話連続放送